# Цикл Деминга
PDCA (англ. «Plan-Do-Check-Act» — планирование-действие-проверка-корректировка) — итеративный метод принятия решения, используемый в управлении качеством.
Также известен как цикл Деминга, цикл Шухарта, принцип Деминга-Шухарта.

## Цикл управления

Цикл PDCA

Методология PDCA представляет собой алгоритм действий руководителя по управлению процессом и достижению его целей и состоит из:
- планирования — установления целей и процессов, необходимых для достижения целей, планирования работ по достижению целей процесса и удовлетворения потребителя, планирования выделения и распределения необходимых ресурсов;
- выполнения — выполнение запланированных работ;
- проверки — сбора информации и контроль результата на основе ключевых показателей эффективности (KPI), получившегося в ходе выполнения процесса, выявления и анализа отклонений, установления причин отклонений;
- воздействия (управления, корректировки) — принятия мер по устранению причин отклонений от запланированного результата, изменений в планировании и распределении ресурсов.

## Применение
В практической деятельности цикл PDCA применяется многократно с различной периодичностью. При выполнении основной деятельности цикл PDCA применяется с периодичностью циклов отчетности и планирования. При выполнении корректирующих действий длительность PDCA может быть меньше или больше длительности циклов отчетности и планирования и устанавливается в зависимости от характера, объема, длительности и содержания мероприятий по устранению причин отклонения.